# لويجي فونتانا
لويجي فونتانا (و. 1827 – 1908 م) هو رسام، ونحات، ومهندس معماري من مملكة إيطاليا، توفي عن عمر يناهز 81 عاماً.